# Shebaagårdarna

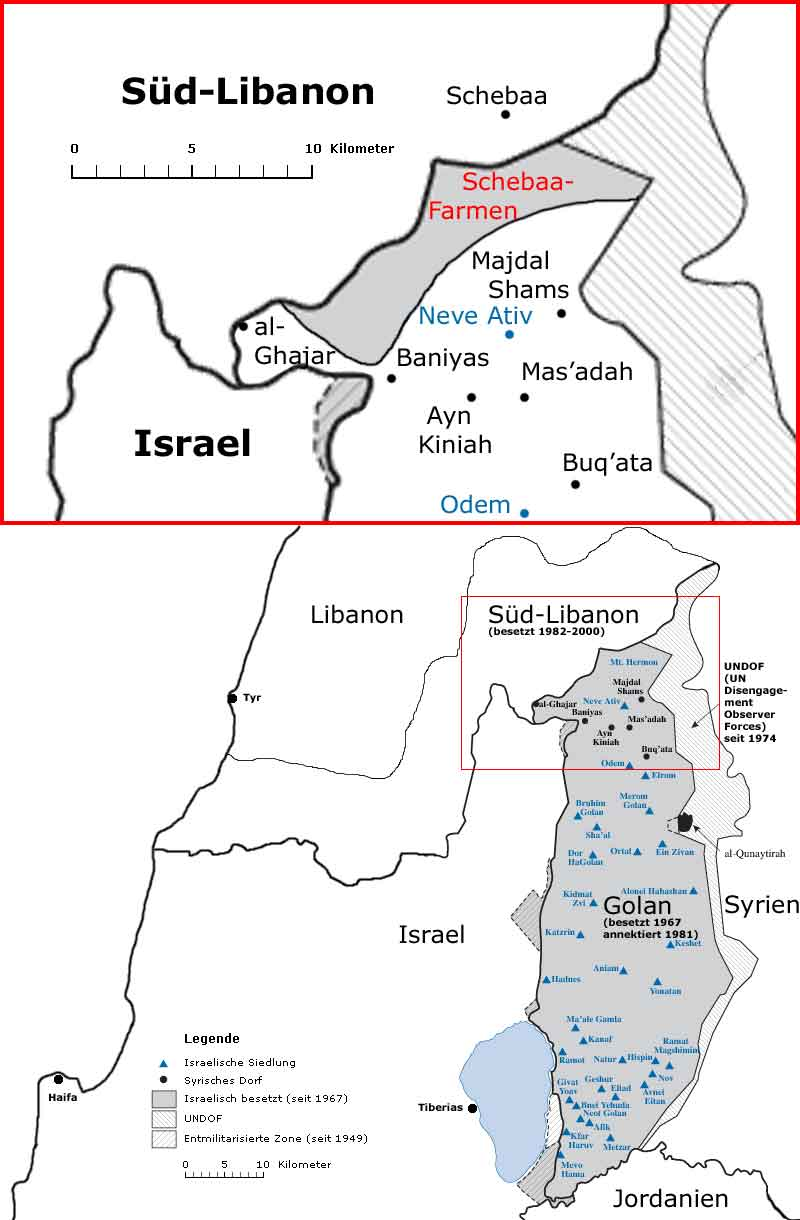
Karta över Shebaagårdarna.

Shebaagårdarna (arabiska: مزارع شبعا, Mazāri‘ Šib‘ā, hebreiska: חוות שבעא, Havot Sheba'a) är ett landområde med omtvistad jurisdiktion som är beläget vid gränsen mellan Libanon, Syrien och det av Israel annekterade området Golanhöjderna. Området är ungefär 14 km långt och 2,5 km brett. Det har många gånger beskjutits från Libanon. Enligt en del källor flyttade Israel etiopiska judar, så kallade falasha, till området på 1980-talet.
Området togs av Israel från Syrien under sexdagarskriget 1967 och annekterades officiellt 1981. Israels kontroll av Shebaagårdarna framhålls vara en orsak till Hizbollahs fortsatta attacker trots att Israel drog sig tillbaka från södra Libanon 2000.
FN:s säkerhetsråds resolution 242 från 1967 kräver "tillbakadragande av Israels väpnade styrkor från områden som ockuperats i den aktuella konflikten". Resolutionen talar om "de ockuperade territorierna" istället för "alla ockuperade territorier", vilket gett upphov till en del diskussioner, se engelska Wikipedias artikel om resolution 242. Resolutionen kräver också: "Upphörande av alla anspråk eller krigstillstånd och respekt för och erkännande av varje stats [Israel, Syrien, Egypten och Jordanien] oavhängighet, territoriella integritet och politiska oberoende i området samt dess rätt att leva i fred inom säkra och erkända gränser fri från hot eller våldshandlingar". Alla de inblandade staterna har brutit mot dessa krav.
Resolution 425, som antogs fem dagar efter att Israel gått in i Libanon 1978, kräver att Israel "genast drar tillbaka sina styrkor från allt libanesiskt territorium". I maj 2000 drog Israel tillbaka sina trupper från södra Libanon. Libanon bestred dock att Israel uppfyllt resolution 425:s krav, och hävdade att även Shebaagårdarna tillhörde Libanon och att israelerna måste dra sig tillbaka därifrån också.
Detta verkar vara första gången Libanon hävdar att Shebaagårdarna tillhör dem. Påståendet motsägs också av kartor, som visar att området är en del av Syrien. FN höll med Israel att området inte innefattas av resolution 425 och intygade att Israel genomfört tillbakadragandet, till den så kallade blå linjen. Syrien har sagt att Shebaagårdarna tillhör Libanon men har inte skriftligen meddelat FN att så är fallet, trots att FN uppmanat Syrien att göra det.
Libanon framhåller att innan sexdagarskriget levde många, som ägde land i Shebaagårdarna, i byn Shebaa (som ligger i Libanon). När Syrien förlorade området till Israel efter kriget kunde markägarna inte längre bruka sin jord.